# Stephen Heller
Stephen Heller o meglio István Heller (Pest, 15 maggio 1813 – Parigi, 14 gennaio 1888) è stato un compositore e pianista ungherese, in attività dal periodo di Schumann e Bizet; ebbe sugli autori dell'epoca successiva, fra cui Rachmaninov, una decisiva influenza romantica.

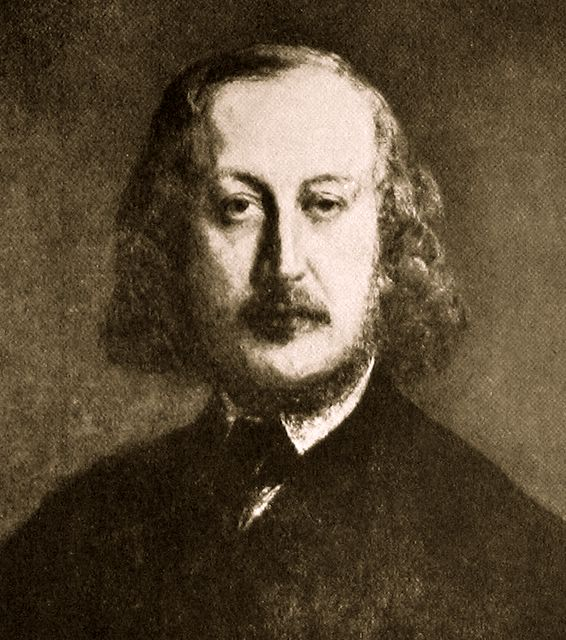
Stephen Heller

Ancora oggi le sue composizioni, soprattutto per pianoforte, sono largamente utilizzate da molte istituzioni musicali nel mondo, per l'efficacia tecnico-didattica e per la gradevole scrittura.

## Biografia
Nonostante la famiglia, come di tradizione, avrebbe desiderato avviarlo agli studi giuridici, già dall'età di nove anni ebbe modo di esibirsi al teatro di Budapest insieme al suo insegnante nel concerto per due pianoforti di Dussek. La sua bravura lo fece diventare allievo di Carl Czerny prima, ed in seguito di Anton Halm. A dodici anni intraprese un tour concertistico che toccò la Germania, l'Ungheria, la Polonia e Vienna, dove proseguì gli studi. Nel 1830 ritornò a Budapest per poi recarsi a Francoforte, Norimberga e giunto ad Augusta fu preso in simpatia da un mecenate musicale.
La svolta decisiva per la sua carriera fu il viaggio a Parigi nel 1838, dove ebbe modo di entrare in contatto con i maggiori esponenti musicali dell'epoca, fra cui Fryderyk Chopin, Franz Liszt ed Hector Berlioz.
Nel periodo compreso fra il 1849-50 ebbe modo di esibirsi in Inghilterra in un ciclo di concerti (eseguendo peraltro Mozart) e disorientando la critica. 
Trascorse gli ultimi anni della sua vita a Parigi nella più completa solitudine, allontanato completamente dalle scene e venendo talora supportato con una sottoscrizione da parte di Charles Halle, Robert Browning e Lord Leighton.

## Opere
La produzione di Heller è soprattutto pianistica: si annoverano valzer, sonate, sonatine, adattamenti e variazioni su temi operistici. Nell'ambito didattico fanno la loro comparsa un nutrito numero di studi musicali, largamente diffusi ancora oggi per il pregio della ricchezza melodica, nonché per la qualità espressiva che si ricava dall'ascolto delle sue creazioni.
Incisioni
Jan Vermeulen - Piano Studies - Brilliant Classics
Vincenzo Zoppi - 25 Etudes Melodiques Op.45 - CMA

### Catalogo
- Op. 1 Thème de Paganini varié
- Op. 2 Les charmes de Hambourg. Rondeau brillant
- Op. 3 Fantaisie dramatique sur les opéras Semiramide et Masaniello
- Op. 4 Valse Favorite de Hubovsky. Variations brillantes
- Op. 5 Thème polonais. Variations brillantes
- Op. 6 Zampa. Variations brillantes sur l'opéra de Herold
- Op. 7 Tre improvvisi

1. 1. Déclaration
  2. Adieu
  3. Amour sans repos

- Op. 8 Scherzo No. 1 (Rondo-Scherzo)
- Op. 9 Sonata No. 1 in re minore
- Op. 10 Trois morceaux brillants

1. 1. Divertissement L'elisire d'amore
  2. Rondoletto Norma
  3. Rondoletto L'elisire d'amore

- Op. 11 Rondo-Valse
- Op. 12 Rondoletto sur La Cracovienne du ballet The Gipsy
- Op. 13 Les treize. Divertissement brillant sur l'opéra de Halévy
- Op. 14 Passetemps. Six rondinos sur des mélodies de Strauss
- Op. 15 Les treize. Rondo sur l'opéra de Halévy
- Op. 16 24 Etudes. L'Art de phraser
- Op. 17 Le shérif. Six caprices sur une romance de l'opéra de Halévy
- Op. 18 La chanson du pays. Improvisata sur une mélodie de Reber
- Op. 19 La captive. Deux caprices sur une mélodie de Reber
- Op. 20 Hai Luli. Deux impromptus sur une mélodie de Reber
- Op. 21 Bergeronnette. Deux impromptus sur une mélodie de Reber
- Op. 22 La Favorita. 4 rondos sur l'opéra de Donizetti
- Op. 23 Le guitarrero. Quatre rondos sur l'opéra de Halévy
- Op. 24 Scherzo No. 2
- Op. 25 Richard, Cœur de lion. Étude mélodique sur l'opéra de Gretry
- Op. 26 Richard, Cœur de lion. Impromptu sur l'opéra de Gretry
- Op. 27 Capriccio brillante in mi♭ maggiore
- Op. 28 Capriccio sinfonico in la maggiore
- Op. 29 La chasse. Étude
- Op. 30 Dieci pensieri fuggitivi per Violino e Pianoforte (in collaborazione con H.W. Ernst)

1. 1. Passé
  2. Souvenir
  3. Romance
  4. Lied
  5. Agitato
  6. Adieu
  7. Rêverie
  8. Caprice
  9. Inquiétude
  10. Intermezzo

- Op. 30a ditto, for Piano Solo
- Op. 31 La Juive. Petite fantaisie sur l'opéra de Halévy
- Op. 32 La Juive. Bolero sur un motif de l'opéra de Halévy
- Op. 33 La Truite (Die Forelle) Caprice brillant, mélodie de Schubert
- Op. 34 Le roi des aulnes (Der Erlkönig) Mélodie de Schubert
- Op. 35 La poste. Improvisata. Mélodie de Schubert
- Op. 36 L'éloge des larmes (Lob der Tränen). Morceau de salon, mélodie de Schubert
- Op. 37 Charles VI. Fantaisie sur l'opéra de Halévy
- Op. 38 Charles VI. Caprice brillant sur l'opéra de Halévy
- Op. 39 La kermesse. Danse Néerlandaise
- Op. 40 Miscellanées

1. 1. Rêverie
  2. La petite mendiante
  3. Eglogue

- Op. 41 Le déserteur. Caprice sur un motif de l'opéra de Monsigny
- Op. 42 Valse élégante [brillante]
- Op. 43 Valse sentimentale
- Op. 44 Valse villageoise
- Op. 45 25 Études. Introduction à l'art du phrasé
- Op. 46 30 Études mélodiques et progressives
- Op. 47 25 Études pour former au sentiment du rhythme et à l'expression
- Op. 48 No. 1 Charles VI. Chant national de l'opéra de Halévy
- Op. 48 No. 2 Sylvana. Une pastorale
- Op. 49 Quatre arabesques
- Op. 50 Scènes pastorales
- Op. 51 Le désert. Caprice brillant sur l'ode-symphonie de Félicien David [Capricce brillante sur la Marche de la Caravane et la Rêverie du 'Désert' de Félicien David]
- Op. 52 Venitienne
- Op. 53 Tarantella No. 1
- Op. 54 Fantaisie-Stück [Grande Fantaisie auf Lieder von Schubert]
- Op. 55 La fontaine. Caprice brillant, mélodie de Schubert
- Op. 55a Mélodie de Schubert. Transcription of Liebesbotschaft
- Op. 55b Trois mélodies de Schubert
- Op. 56 Sérénade
- Op. 57 Scherzo No. 3 (Scherzo fantastique)
- Op. 58 Rêveries
- Op. 59 Valse brillante
- Op. 60 Canzonetta No. 1
- Op. 61 Tarantella No. 2
- Op. 62 2 Waltzes

1. 1. re♭ maggiore
  2. la♭ maggiore

- Op. 63 Capriccio
- Op. 64 Humoresque (Presto capriccioso)
- Op. 65 Sonata No. 2 in si minore[2]
- Op. 66 La val d'Andorre [La vallée d'amour]. Caprice brillant sur l'opéra de Halévy
- Op. 67 On Wings of Song (Auf Flügeln des Gesanges). Improvisata sur la mélodie de Mendelssohn
- Op. 68 Stänchen (Hark! Hark! The lark). Caprice brillant, sérénade de Schubert
- Op. 69 Fantaisie-Sonate on Mendelssohn's Volkslied (Es ist bestimmt in Gottes Rath)
- Op. 70 Le Prophète. Caprice brillant sur l'opéra de Meyerbeer
- Op. 71 Aux mânes de Frédéric Chopin. Élégie et Marche
- Op. 72 3 Mélodies de Mendelssohn

1. 1. Chant du matin
  2. Chant du troubadour (Minnelied)
  3. Chant du dimanche

- Op. 73 [Three Pieces]

1. 1. Le chant du chasseur
  2. L'adieu du soldat
  3. Berceuse

- Op. 74 No. 1 L'enfant prodigue. Fantaisie sur l'opéra d'Auber
- Op. 74 No. 2 L'enfant prodigue. Valse brillante sur l'opéra d'Auber
- Op. 75 No. 1 La dame de pique. Rondeau-caprice sur l'opéra de Halévy
- Op. 75 No. 2 La dame de pique. Romance variée sur l'opéra de Halévy
- Op. 76 Caprice caractéristique sur des thèmes de l'operette de Mendelssohn Die Heimkehr aus der Fremde
- Op. 77 Saltarello sur un thème de la quatrième symphonie de Mendelssohn
- Op. 78 Promenades d'un solitaire I. 6 morceaux caractéristiques
- Op. 79 Traumbilder. 6 Pieces
- Op. 80 Promenades d'un solitaire II (Wanderstunden) (Rêveries d'artiste). 6 Pieces
- Op. 81 24 Preludes
- Op. 82 Nuits blanches (Restless Nights). 18 morceaux lyriques
- Op. 83 Feuillets d'album. Six morceaux
- Op. 84 Impromptu
- Op. 85 2 Tarantellas (Nos. 3 & 4)
- Op. 86 Dans les bois I (Im Walde). 7 Rêveries
- Op. 87 Tarentella No. 5
- Op. 88 Sonata No. 3 in do maggiore
- Op. 89 Promenades d'un solitaire III (In Wald und Flur). 6 Pieces
- Op. 90 24 nouvelles Études
- Op. 91 3 Nocturnes
- Op. 92 3 Eglogues
- Op. 93 2 Waltzes
- Op. 94 Tableau de genre
- Op. 95 Allegro pastorale
- Op. 96 Grand étude de concert
- Op. 97 12 Ländler et Valses
- Op. 98 Improvisata sur une mélodie de R. Schumann (Flutenreicher Ebro)
- Op. 99 4 Fantaisie-Stücke
- Op. 100 Canzonetta No. 2
- Op. 101 Rêveries du promeneur solitaire
- Op. 102 Morceau de chasse
- Op. 103 Nocturne in sol maggiore
- Op. 104 Polonaise in mi♭ maggiore
- Op. 105 3 Songs without Words
- Op. 106 3 Bergeries
- Op. 107 4 Ländler
- Op. 108 Scherzo No. 4
- Op. 109 Feuilles d'automne (Herbstblätter) 2 Pieces
- Op. 110 Une grande feuille et une petite (pour un album)
- Op. 111 Morceaux de Ballet

1. 1. Pas Noble - Intermède
  2. Pantomime - Couplets dansés

- Op. 112 Caprice humoristique
- Op. 113 Fantaisie-caprice
- Op. 114 Deux cahiers

1. 1. Préludes et Scènes d'enfants
  2. Presto Scherzoso

- Op. 115 3 Ballades
- Op. 116 2 Études
- Op. 117 3 Preludes
- Op. 118 Variétés. 3 morceaux

1. 1. Boutard
  2. Feuillet d'album
  3. Air de ballet

- Op. 119 32 Preludes (à Mademoiselle Lili)
- Op. 120 7 Songs without Words
- Op. 121 3 Morceaux

1. 1. Ballade
  2. Conte
  3. Rêverie du gondolier

- Op. 122 Valses-rêveries
- Op. 123 Feuilles volantes
- Op. 124 Scènes d'Enfants
- Op. 125 24 Nouvelles études d'expression et de rhythme
- Op. 126 3 Overtures

1. 1. Pour un drame
  2. Pour une pastorale
  3. Pour un opéra comique

- Op. 127 4 Études d'après Der Freischütz de Weber
- Op. 128 Dans les bois II. 7 Pieces
- Op. 129 2 Impromptus
- Op. 130 33 Variations on a theme of Beethoven
- Op. 131 3 Nocturnes (Ständchen)
- Op. 132 2 Polonaises
- Op. 133 21 Variations on a theme of Beethoven
- Op. 134 Petit album. 6 Pieces
- Op. 135 2 Intermèdes de concert
- Op. 136 Dans les bois III. 6 pieces
- Op. 137 2 Tarantellas (Nos. 6 & 7)
- Op. 138 Album dédié à la jeunesse. 25 Pieces in 4 books
- Op. 139 3 Études
- Op. 140 Voyage autour de ma chambre. 5 Pieces
- Op. 141 4 Barcarolles
- Op. 142 Variations on a theme of Schumann
- Op. 143 Sonata No. 4 in si♭ minore
- Op. 144 Caprices sur des thèmes de Mendelssohn
- Op. 145 Waltz
- Op. 146 Sonatina No. 1 in do maggiore
- Op. 147 Sonatina No. 2 in re maggiore
- Op. 148 4 Mazurkas
- Op. 149 Sonatina No. 3 in re minore
- Op. 150 20 Preludes
- Op. 151 2 Études
- Op. 152 6 Waltzes for piano duet
- Op. 152a ditto, for piano solo
- Op. 153 Tablettes d'un solitaire
- Op. 154 21 Études techniques pour préparer à l'exécution des ouvrages de Fr. Chopin
- Op. 155 Fabliau
- Op. 156 Capriccietto
- Op. 157 3 Feuillets d'album
- Op. 158 Mazurka in si maggiore

### Lavori senza numero d'opera
- Eglogue in la
- Esquisse in fa
- Prière in do
- Romance de l'opéra La chaste Suzanne
- Serenade in la
- Valse allemande
- Trascrizione di 6 Lieder di Mendelssohn
- 30 Lieder di Franz Schubert arrangiate per Pianoforte

1. 1. Lebewohl
  2. Die Gestirne
  3. Schlummerlied
  4. Der Tod und das Mädchen
  5. Die junge Mutter
  6. Rosamunde
  7. Ständchen
  8. Ave Maria
  9. Das Zügenglöcklein
  10. Auf dem Wasser zu singen
  11. Lob der Tränen
  12. Die junge Nonne
  13. Gretchen am Spinnrad
  14. Die Post
  15. Erlkönig
  16. Der Alpenjäger
  17. Du bist die Ruh
  18. Im Haine
  19. Des Mädchens Klage
  20. Ungeduld
  21. Morgengruss
  22. Abschied
  23. Der Wanderer
  24. Die Forelle
  25. Sei mir gegrüsst
  26. Der Fischer
  27. Lied des Jägers
  28. Das Echo
  29. Drange in die Ferne
  30. Im Dorfe

- 7 Deutsche Lieder, per voce e pianoforte